# Roztropna
Roztropna – wieś w Polsce położona w województwie mazowieckim, w powiecie sochaczewskim, w gminie Nowa Sucha. Ma statu sołectwa.
| SIMC    | Nazwa      | Rodzaj    |
| ------- | ---------- | --------- |
| 0733984 | Kaźmierzów | część wsi |
| 0733990 | Rózin      | część wsi |

W latach 1975–1998 miejscowość administracyjnie należała do województwa skierniewickiego.